# Грчка на Светском првенству у атлетици на отвореном 2023.
Грчка је на 19. Светском првенству у атлетици на отвореном 2023. одржаном у Будимпешти од 19. до 27. августа учествовала деветнаести пут, односно, учествовала је на свим првенствима до данас. Репрезентацију Грчке је представљало 22 учесника (10 мушкараца и 12 жена) који су се такмичили у 13 дисциплина (5 мушких и 8 женских). , 
На овом првенству Грчка је по броју освојених медаља делила 15. место са 2 освојене медање (1 златна и 1 бронзана).  У табели успешности према броју и пласману такмичара који су учествовали у финалним такмичењима (првих 8 такмичара) Грчка је са 2 учесника у финалу делила 28. место са 14 бодова. 
| Плас. | Земља | 1. место | 2. место | 3. место | 4. место | 5. место | 6. место | 7. место | 8. место | Бр. финал. | Бод. |
| ----- | ----- | -------- | -------- | -------- | -------- | -------- | -------- | -------- | -------- | ---------- | ---- |
| =28.  | Грчка | 1        | 0        | 1        | 0        | 0        | 0        | 0        | 0        | 2          | 14   |

## Учесници
| Мушкарци: - Александрос Папамихаил — Ходање 35 км - Емануил Каралис — Скок мотком - Милтијадис Тентоглу — Скок удаљ - Николаос Скарвелис — Бацање кугле - Анастасиос Латифљарис — Бацање кугле - Цхристос Франтзескакис — Бацање кладива - Михаил Анастасакис — Бацање кладива | Жене: - Кириаки Филтисакоу — Ходање 20 км - Кристина Пападопулу — Ходање 20 км, Ходање 35 км - Антигони Нтрисмпиоти — Ходање 35 км - Ефстатхиа Коуркоутсаки — Ходање 35 км - Татјана Гусин — Скок увис - Екатарини Стефаниди — Скок мотком - Елени-Клаудија Полак — Скок мотком - Николета Киријакопулу — Скок мотком - Спиридоула Кариди — Троскок - Хрисоула Анагностопоулоу — Бацање диска - Стаматиа Скарвелис — Бацање кладива - Елина Ценгко — Бацање копља |

## Освајачи медаља (2)

### Злато (1)
- Милтијадис Тентоглу — Скок удаљ

### Бронза (1)
- Антигони Нтрисмпиоти — 35 км ходање

## Резултати

### Мушкарци
| Атлетичар              | Дисциплина     | Лични рекорд | Квалификације      | Квалификације      | Полуфинале            | Полуфинале   | Финале               | Финале               | Детаљи |
| Атлетичар              | Дисциплина     | Лични рекорд | Резултат           | Место              | Резултат              | Место        | Резултат             | Место                | Детаљи |
| ---------------------- | -------------- | ------------ | ------------------ | ------------------ | --------------------- | ------------ | -------------------- | -------------------- | ------ |
| Александрос Папамихаил | 20 км ходање   | 1:21:12 НР   |                    |                    |                       |              | 1:24:26 ЛРС          | 38 / 47 (50)         |        |
| Александрос Папамихаил | 35 км ходање   | 2:34:48      | Није завршио трку  | Није завршио трку  |                       |              |                      |                      |        |
| Емануил Каралис        | Скок мотком    | 5,86         | Без исправог скока | Без исправог скока |                       |              | Није се квалификовао | Није се квалификовао |        |
| Милтијадис Тентоглу    | Скок удаљ      | 8,60         | 8,25 КВ            | 3. у гр А          | 8,52 ЛРС              |              |                      |                      |        |
| Димитриос Цијамис      | Троскок        | 17,19        | 16,22              | 13. у гр. Б        | Нису се квалификовали | 23 / 31 (37) |                      |                      |        |
| Николаос Андрикопоулос | Троскок        | 16,73        | 15,77              | 16. у гр. Б        | Нису се квалификовали | 27 / 31 (37) |                      |                      |        |
| Андреас Пантазис       | Троскок        | 16,91        | 14,67              | 13. у гр. А        | Нису се квалификовали | 31 / 31 (37) |                      |                      |        |
| Одисеј Моузенидис      | Бацање кугле   | 19,98        | 19,08              | 14. у гр Б         | Нису се квалификовали | 31 / 35 (37) |                      |                      |        |
| Михаил Анастасакис     | Бацање кладива | 77,72        | 75,76 кв           | 4. у гр Б          | 75,49                 | 10 / 33 (35) |                      |                      |        |
| Христос Франческакис   | Бацање кладива | 78,20        | 74,05              | 7. у гр А          | Нису се квалификовали | 14 / 33 (35) |                      |                      |        |
| Константинос Залтос    | Бацање кладива | 78,15        | 69,98              | 13. у гр А         | Нису се квалификовали | 30 / 33 (35) |                      |                      |        |

### Жене
| Атлетичарка            | Дисциплина     | Лични рекорд | Квалификације      | Квалификације      | Полуфинале            | Полуфинале            | Финале                | Финале       | Детаљи |
| Атлетичарка            | Дисциплина     | Лични рекорд | Резултат           | Место              | Резултат              | Место                 | Резултат              | Место        | Детаљи |
| ---------------------- | -------------- | ------------ | ------------------ | ------------------ | --------------------- | --------------------- | --------------------- | ------------ | ------ |
| Полиники Емановеилидоу | 200 м          | 22,85        | 23,00 кв           | 4. у гр. 2         | 23,15                 | 7. у гр. 1            | Није се квалификовала | 22 / 44 (45) |        |
| Димитра Гнафаки        | 400 м препоне  | 56,14        | 56,18 ЛРС          | 6. у гр. 5         | Није се квалификовала | Није се квалификовала | Није се квалификовала | 28 / 41      |        |
| Antigoni Ntrismpioti   | 20 км ходање   | 1:28:12 НР   |                    |                    |                       |                       | 1:30:19               | 15 / 40 (48) |        |
| Кириаки Филтисакоу     | 20 км ходање   | 1:32:23      | 1:37:51            | 37 / 40 (48)       |                       |                       |                       |              |        |
| Кристина Пападопулу    | 20 км ходање   | 1:32:53      | Није стартовала    | Није стартовала    |                       |                       |                       |              |        |
| Антигони Нтрисмпиоти   | 35 км ходање   | 2:41:58 НР   | 2:43:22 ЛРС        |                    |                       |                       |                       |              |        |
| Кириаки Филтисакоу     | 35 км ходање   | 2:51:51      | 3:02:16            | 26 / 35 (41)       |                       |                       |                       |              |        |
| Олга Фиаска            | 35 км ходање   | 2:58:44      | Није завршила трку | Није завршила трку |                       |                       |                       |              |        |
| Татјана Гусин          | Скок увис      | 1,94         | 1,89               | 9. гр. Б           |                       |                       | Нису се квалификовале | 17 / 34 (35) |        |
| Панајота Доси          | Скок увис      | 1,91         | 1,80               | 16. гр. А          | 34 / 34 (35)          |                       | Нису се квалификовале |              |        |
| Елени-Клаудија Полак   | Скок мотком    | 4,71         | 4,35               | 15. у гр. А        | 28 / 28 (30)          |                       | Нису се квалификовале |              |        |
| Катарини Стефаниди     | Скок мотком    | 4,91 НР      | Без исправог скока | Без исправог скока | Није се квалификовала | Није се квалификовала |                       |              |        |
| Стаматиа Скарвелис     | Бацање кладива | 71,43        | 67,53              | 13. у гр. А        | Нису се квалификовале | 26 / 35 (36)          |                       |              |        |
| Елина Ценгко           | Бацање копља   | 65,81        | 54,27              | 12. у гр. Б        | Нису се квалификовале | 30 / 34 (36)          |                       |              |        |